# Amaya

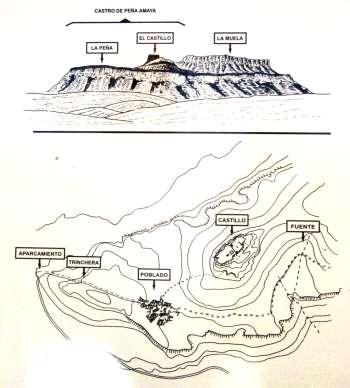
Archäologische Ausgrabungsstätte Peña Amaya

Amaya ist eine archäologische Ausgrabungsstätte auf einem in der Antike und im Mittelalter besiedelten Hügel in der Provinz Burgos im nordöstlichen Teil der autonomen nordspanischen Region Kastilien-León.
In der Antike hieß der Ort Amaia und Ammaia. Im Frühmittelalter war er der Hauptort Kantabriens.

## Geschichte

Kantabrien zur Zeit der Kantabrischen Kriege. Angezeigt werden sowohl die modernen Grenzen (hellgrau) als auch die aus antiken Quellen erschlossenen Siedlungsgebiete damaliger Ethnien sowie Orte. Amaia liegt im äußersten Süden des Gebiets.

Augustus ließ in Amaias Nähe ein Heerlager einrichten, das während der Kantabrischen Kriege (29–19 v. Chr.) der römischen Seite als Basis diente.

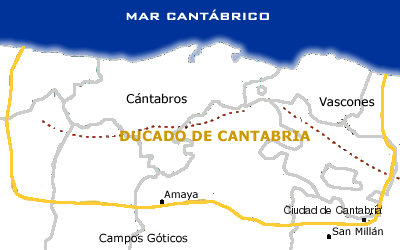
Ausdehnung des Herzogtums Kantabrien und Lage Amayas darin.

Im Jahr 574 nahm der westgotische König Leovigild (reg. 569–586) Amaia ein. Im Jahr 680 wurde unter dem König Hispaniens Erwig das Herzogtum Kantabrien gegründet und Amaia wurde sein Hauptort. 34 Jahre später nahmen Tariq ibn Ziyad und Mūsā ibn Nusair Amaia ein, das sich ihnen im Jahr 712 schon einmal ergeben hatte. Später geriet Amaia ins Grenzland des asturischen Machtbereichs und wurde mehrmals aus maurischem Gebiet angegriffen. Wohl nicht zuletzt deswegen war der Ort zu dieser Zeit eher verlassen, obwohl er im Jahr 780 Bischofssitz gewesen sein soll.
Einen Befehl Ordoños I. aus dem Jahr 856 ausfüllend, ließ Roderich (Rodrigo) II., erster Graf (850–873) Kastiliens, den verlassenen Ort im Jahr 860 als Amaya Patricia neu besiedeln.
Unter Ramiro II. (931–951), König von León, wurde Amaya dann endgültig wiederhergestellt.
Im Jahr 989 nahmen Soldaten des späteren Kalifen Abd ar-Rahman IV. die Stadt ein. Dann verschob sich die Grenze nach Süden, und Amaya wurde aufgegeben. Seine Bewohner ließen sich in den umliegenden Tälern nieder, und der Ort verfiel, womit die genaue Lage des Amaia der alten Quellen unkenntlich wurde.